# Норфолшка кака
Норфолшка кака (лат. Nestor productus) је изумрла врста папагаја са аустралијских острва Норфок и Филип. Близак је сродник новозеландске каке. Припадала је новозеландској породици папагаја Strigopidae.

## Опис
Овај папагај је био дугачак око 38 цм. Горњи део тела му је био маслинасто-смеђе боје, а доњи углавном тамно-наранџаст, укључујући образе и грло. Норфолшка кака је имала изразито дугачак и савијен горњи део кљуна.

## Изумирање
Европљани су се са овом врстом први пут сусрели 1774, када је Џејмс Кук открио острво Норфок. Полинежани су је пре тога ловили за исхрану, али то није много утицало на њену бројност. Доласком првих насељеника Европљана 1788, ловљене су због меса и ради чувања као кућних љубимаца. Норфолшка кака је изумрла у дивљини почетком 19. века. Задња јединка у заробљеништву је угинула 1851. у Лондону. Сачувано је најмање 7 препарираних примерака у светским музејима.